# Maha Haddioui
Maha Haddioui, född 15 maj 1988, marockansk golfspelare.
Haddioui representerade under OS 2016 i Rio de Janeiro. Hon blev där nummer 59 i damernas turnering.